# Clare GAA
De Clare County Board of the Gaelic Athletic Association (GAA) (Iers: Cumann Lúthchleas Gael Coiste Contae an Chláir) of Clare GAA is een van de 32 county-besturen van de GAA in Ierland, en is verantwoordelijk onder meer hurling en Gaelic football in County Clare.

## Hurling
Hurling is de succesvolste van de Gaelic sports in County Clare. Tot op heden heeft men zeven keer de All-Ireland Senior Hurling Final gehaald. Vier finales, in 1914, 1995, 1997 en 2013, werden gewonnen. De laatste finale, in 2013, werd pas gewonnen na een replay.

#### All-Ireland Senior Hurling Final optredens
| Lijst van optredens in de finale | Lijst van optredens in de finale | Lijst van optredens in de finale | Lijst van optredens in de finale | Lijst van optredens in de finale | Lijst van optredens in de finale | Lijst van optredens in de finale | Lijst van optredens in de finale |
| #                                | Datum                            | Locatie                          | Tegenstander                     | Uitslag                          | Clare aanvoerder                 | W/V/G                            |                                  |
| -------------------------------- | -------------------------------- | -------------------------------- | -------------------------------- | -------------------------------- | -------------------------------- | -------------------------------- | -------------------------------- |
| 1                                | 03 november 1889                 | Inchicore                        | Dublin                           | 1–06 : 5–01                      | John Considine                   | V                                |                                  |
| 2                                | 18 oktober 1914                  | Croke Park                       | Laois                            | 2–04 : 2-02                      | Amby Power                       | W                                |                                  |
| 3                                | 04 september 1932                | Croke Park                       | Kilkenny                         | 2–03 : 3–03                      | John Joe 'Goggles' Doyle         | V                                |                                  |
| 4                                | 03 september 1995                | Croke Park                       | Offaly                           | 1–13 : 2–08                      | Anthony Daly                     | W                                |                                  |
| 5                                | 14 september 1997                | Croke Park                       | Tipperary                        | 0–20 : 2–13                      | Anthony Daly                     | W                                |                                  |
| 6                                | 08 september 2002                | Croke Park                       | Kilkenny                         | 0–19 : 2–20                      | Brian Lohan                      | V                                |                                  |
| 7                                | 08 september 2013                | Croke Park                       | Cork                             | 0–25 : 3–16                      | Patrick Donnellan                | G                                |                                  |
| Replay                           | 28 september 2013                | Croke Park                       | Cork                             | 5–16 : 3–16                      | Patrick Donnellan                | W                                |                                  |

## Gaelic football
County Clare is altijd minder succesvol geweest in Gaelic footbal. Alleen in 1917 werd de All-Ireland Senior Football Final gehaald, waarin men verloor van Wexford.
Dieptepunt voor Clare GAA was de "Milltown Massacre" in 1979. County Clare verloor toen in Milltown Malbay van Kerry op een uitslag van 1-9 tegen 9-21, een verschil van 35 punten.